# جوبكو بيتروفيتش
جوبكو بيتروفيتش (بالصربية: Љубомир Петровић Љупко) (من مواليد 15 مايو 1947) هو لاعب كرة قدم بوسني/صربي سابق وكذلك مدرب كرة قدم سابق.
فاز مع النجم الأحمر بلغراد بلقب دوري أبطال أوروبا في عام 1991.

## روابط خارجية
- جوبكو بيتروفيتش على موقع قاعدة بيانات كرة القدم.إي يو (الإنجليزية)
- جوبكو بيتروفيتش على موقع عالم كرة القدم.نت (الإنجليزية)